# Fort de Vigliena
El fort de Vigliena és un edifici històric de la ciutat de Nàpols, monument nacional, del qual només en queden algunes restes actualment; es troba al barri de San Giovanni a Teduccio, a la via Marina dei Gigli (antiga via Vigliena).

## Història
La construcció del fort es remunta al 1702 (segons altres fonts al 1706), a càrrec del virrei Juan Manuel Fernández Pacheco, marqués de Villena, prenent el nom de la ciutat valenciana. També va ser utilitzat durant el Regne de les Dues Sicílies per a la instrucció en la pràctica d'artilleria dels cadets de la Reial Acadèmia Militar de Nunziatella.
La importància històrica de la fortalesa està lligada sobretot a un episodi que va enfrontar els partidaris de la República napolitana i les forces sanfedistes del cardenal Ruffo, que es va produir el 13 de juny de 1799. En ser la guarnició més meridional de la ciutat de Nàpols, es va trobar en primera línia de l'avanç de les forces legitimistes des del sud quan els republicans van haver d'abandonar les seues posicions al pont de la Maddalena. El fort estava defensat per aproximadament cent cinquanta homes de la Legió de Calàbria, sota el comandament del sacerdot de Corigliano Calabro Antonio Toscani. Atacat per tres batallons sanfedistes calabres, sota el comandament del tinent coronel Francesco Rapini; i posteriorment colpejats per un intens foc d'artilleria russa, els defensors es van reduir a una seixantena.
Davant la impossibilitat de guanyar, sembla que Toscani va decidir calar foc a la pólvora, provocant la seua pròpia mort i la de bona part tant dels defensors com dels atacants. El fort va quedar parcialment destruït per l'explosió, de la qual només se'n va escapar un republicà, un tal Fabiani, que es va llançar al mar abans de l'explosió.
Així és com Alexandre Dumas, en el seu assaig sobre els Borbons de Nàpols, descriu el que va passar:
| «                                                                                        | En aquell moment, es va sentir una detonació terrible, i el moll va ser sacsejat com per un terratrèmol; al mateix temps l'aire s'enfosquia amb un núvol de pols i, com si un cràter s'haguera obert al peu del Vesuvi, pedres, bigues, runes, membres humans a trossos, van caure per una gran circumferència. | » |
| — Era il forte di Vigliena saltato in aria., Alessandro Dumas, I Borboni di Napoli, 1862 | |   |

L'esdeveniment de la destrucció del fort, i la mort de molts companys, va inculcar una nova fúria en els sanfedistes calabresos, que van assaltar amb èxit el Castell del Carmine, obrint la porta a la conquesta de la ciutat.
La fortalesa, de gran interés sociopolítico-cultural, va quedar abandonada, tant que va afavorir intervencions abusives tant d'estructures públiques com privades. L'any 1891, però, per iniciativa d'alguns parlamentaris com Paolo Emilio Imbriani i Pasquale Villari, el fort va ser proclamat "monument nacional" i va ser restaurat, tot i que, tanmateix, les condicions actuals no són encara dignes d'un monument nacional. De fet, després de la restauració que es va fer l'any 1981, el fort va tornar a quedar abandonat, i fins i tot va ser utilitzat com a gossera per particulars. Actualment encara no està obert als visitants.

## Estructura
Només sis metres d'alçada, per tal de facilitar-li la fugida del foc enemic del mar, de forma pentagonal, i envoltat per un fossat de nou metres d'amplada i cinc metres de profunditat, va ser dissenyat de manera que garanteixi la defensa del port. de Nàpols amb els seus canons. Al fort s'accedia a través d'un revellí de forma triangular equipat amb parapet i fusell de guàrdia. Amb la configuració també es pretenia dur a terme atacs per sorpresa contra possibles invasors, que així haurien estat sotmesos al foc dels canons col·locats als dos costats frontals, cadascun de fins a 35,9 metres de llargada, a més dels trets procedents de les nombroses espitlleres escampades per les parets.
Al pati interior hi havia un pou i una sèrie de casamates destinades a serveis auxiliars (refectori, taller d'armes, cobert d'eines, etc.) col·locades al llarg de la muralla, dotades cadascuna d'una escala que donava accés a la primera muralla de patrulla. De la mateixa manera, des del pati es podia accedir als baluards equipats amb túnels subterranis per al transport de pólvora i munició. Llevat del marc de pedra del Vesuvià que coronava la cortina entre els dos baluards laterals, la fortalesa era totalment de toba. L'any 1742 es va afegir una rampa d'accés més ampla al nivell de patrulla.

## Perspectives sobre el fort de Vigliena
Davant els reiterats episodis de degradació i il·legalitat, les propostes de recuperació s'orienten cap a la creació d'un parc arqueològic. La particular situació econòmica i les dificultats econòmiques de l'administració municipal van provocar, però, el desviament de les inversions cap al port turístic més rendible, a la mateixa zona.